# Iluzja pieniądza
Iluzja pieniądza – w ekonomii zjawisko polegające na niepełnym lub opóźnionym uwzględnianiu inflacji w określaniu realnych zmian wartości i koncentrowaniu się na wartościach nominalnych, a nie wielkościach realnych.

## Opis
Iluzja pieniądza ma miejsce przy porównywaniu obecnych cen jednostkowych dóbr z dawnymi cenami bez uwzględnienia zjawiska inflacji, tj. biorąc pod uwagę jedynie nominalne zmiany cen. Na przykład wzrost nominalnych wynagrodzeń może powodować u osób podlegających iluzji pieniądza wrażenie poprawy ich sytuacji ekonomicznej podczas gdy w rzeczywistości rzeczywista siła nabywcza ich wynagrodzeń będzie mniejsza niż przed podwyżką.